# جون نوريس (صحفي)
جون نوريس (بالإنجليزية: John Norris)‏ هو صحفي أمريكي، ولد في 20 مارس 1959 في هيوستن في الولايات المتحدة.

## وصلات خارجية
- جون نوريس على موقع IMDb (الإنجليزية)
- جون نوريس على موقع قاعدة بيانات الفيلم (الإنجليزية)